# فیلومینو دا پایکساو دی جسوس
سرتیپ فیلومینو دا پایکساو دی جسوس (Filomeno da Paixão de Jesus) (متولد ۲۷ مارس ۱۹۵۳) یک سیاستمدار اهل تیمور شرقی و افسر پیشین در نیروهای دفاعی تیمور شرقی (F-FDTL) بوده‌است. او از ماه ژوئیه ۲۰۱۸ به بعد به عنوان وزیر دفاع در حکومت سوم قانونی تیمور شرقی به رهبری تائور ماتان رواک خدمت می‌کند. از اکتبر ۲۰۱۱ تا ژوئیه ۲۰۱۸، او به عنوان معاون نیروهای دفاعی تیمور شرقی خدمت می‌کرد.

## دوران کودکی و حرفه
فیلومینو در بوبونارو، در قسمت غربی (جای که بنام لورو مونو یاد می‌گردید) تیمور پرتغالِ آن زمان، زاده شد. او در ۱۹۷۳ میلادی، پس از به اتمام رساندن هفت سال آموزش ثانوی، از لیسو دکتر فراسسکو ماکادو فارغ‌التحصیل گردید.
از ۱۹۷۱ تا ۱۹۷۵ میلادی، فیلومینو در اداره مالی استعماری تیمور پرتغال کار کرد. در ۱۹۷۴، وی یکی از اعضای بنیانگذار انجمن اجتماعی دموکراتیک تیمور بود که بعداً در سپتامبر ۱۹۷۵ به فریتلین تغییر نام داده شد. در نوامبر ۱۹۷۵، فریتلین به‌طور یکجانبه استقلال تیمورِ پرتغال را اعلام کرد و کمیته مرکزی آن فیلومینو را در سمت معاون وزیر دادگستری گماشت تا به جستینو موتا کمک کند.

## حرفه نظامی
پس از یورش نظامی اندونزی به تیمور شرقی در ۱۹۷۵ میلادی، فیلومینو به فالنتیل (FALINTIL) که در آن وقت واحد نظامی فریتلین بود، پیوست. از مارس تا ژوئن ۱۹۷۶، او به عنوان فرمانده دسته و از ژوئن تا سپتامبر ۱۹۷۶ به عنوان فرمانده نظامی شهرداری کوچک لیکویچا خدمت کرد. از سپتامبر تا نوامبر ۱۹۷۶، وی به عنوان شهردار شهرستان لیکویچای آن وقت و از ژانویه تا اکتبر ۱۹۷۷ میلادی به عنوان معاون سیاسی در بخش مرزی شمالی (پرتغالی: Fronteira Norte) خدمت کرد.
در اواخر ۱۹۷۷ میلادی، فیلومینو به عنوان فرمانده دوم بخش مرزی شمالی گماشته شد. مدت کوتاهی پس از آن، او به فرمانده آن بخش ترفیع داده شد. پس از اینکه اوضاع بسیار بحرانی گردیده و خطر مرگ ناشی از امراض و گرسنگی وجود داشت، او با نیروهای مسلح اندونزی در فاتوبیسی، ارمیرا به تماس شد. در ۷ فوریه ۱۹۷۹، بیشتر رهبران نظامی و غیرنظامی تیمور شرقی، مرز شمالی را به گردان ۵۱۲ اندونزی تسلیم نمودند.
در نتیجه دیدار پاپ ژان پل دوم از تیمور شرقی در ۱۹۸۹ میلادی، ارتش اندونزی اخلالگرهای بالقوه را استخدام نمودند تا از تظاهرات‌ها در حمایت از استقلال تیمور شرقی جلوگیری نمایند. یکی از این افراد فیلومینو بود، کسی که در ژوئن ۱۹۹۰ میلادی دستگیر گردیده و سپس به یک پایگاه نظامی در دیلی برده شده بود.
در ۱ فوریه ۲۰۰۱، طبق فرایندی که در ۱۹۹۹ میلادی آغاز شده بود، FALANTIL قرار بود به نیروهای دفاعی جمهوری دموکراتیک تیمور شرقی تحت نظارت سازمان ملل متحد، تغییر داده شود. همزمان با آن، فیلومینو به درجه نظامی سرهنگ دوم ترفیع داده شده و به عنوان رئیس لوژستیک گماشته شد. او در فوریه ۲۰۰۴ فرمانده نیروهای دریایی شده و در ۲۰۰۶ به عنوان وزیر دفاع گماشته شد. در سپتامبر ۲۰۰۷، او به سِمت معاون نیروهای دفاعی تعیین گردید، سمتی او تا ۲۰۰۸ میلادی در آن باقی ماند و پس از آن به عنوان رئیس اداره توسعهٔ برنامه‌ریزی برای پروژه «نیروی ۲۰۲۰» گماشته شد.
همزمان، فیلومینو در اوایل ۲۰۰۸ میلادی به عنوان فرمانده اول عملیات هیلبور خدمت می‌کرد، عملیات هیلبور یک فرماندهی مشترک نیروهای دفاعی تیمور شرقی و چندین آژانس دیگر بود.